# Michalovice (district de Litoměřice)
Pour les articles homonymes, voir Michalovice.
Michalovice (en allemand : Michelsberg) est une commune du district de Litoměřice, dans la région d'Ústí nad Labem, en Tchéquie. Sa population s'élevait à 156 habitants en 2021.

## Géographie
Michalovice se trouve au pied du mont Radobýl (399 m), à 4 km à l'ouest du centre de Litoměřice, à 15 km au sud d'Ústí nad Labem et à 58 km au nord-ouest de Prague.

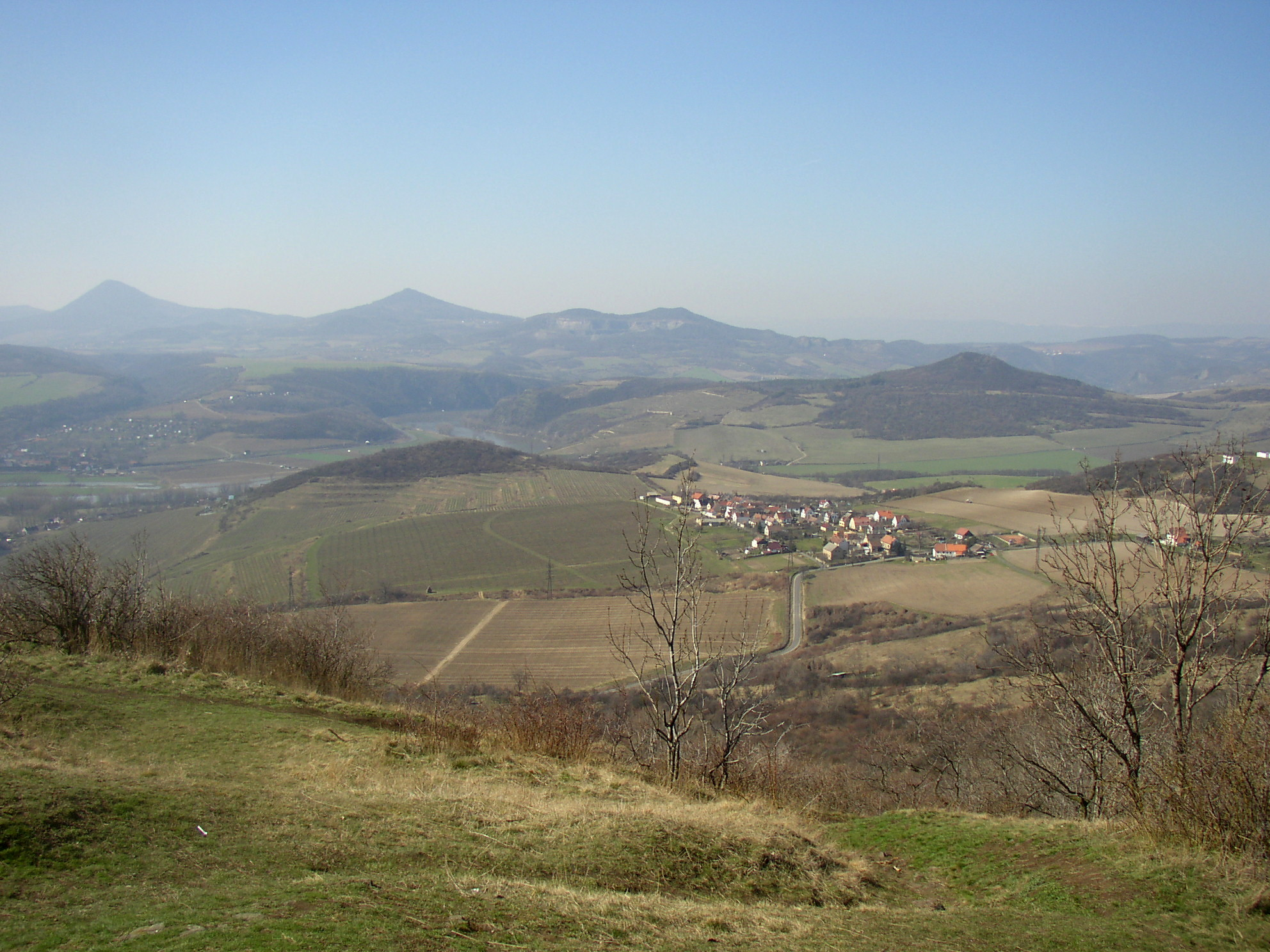
Michalovice vu depuis le mont Radobýl, en direction du nord-ouest.

La commune est limitée au nord par Malíč, à l'est par Litoměřice, au sud par Žalhostice et à l'ouest par Velké Žernoseky.

## Histoire
La première mention écrite de la localité date de 1720.

## Transports
Par la route, Michalovice se trouve à 4 km de Litoměřice, à 21 km d'Ústí nad Labem  et à 71 km de Prague.